# Municipio de Obids
El municipio de Obids (en inglés: Obids Township) es un municipio ubicado en el  condado de Ashe en el estado estadounidense de Carolina del Norte. En el año 2010 tenía una población de 1.376 habitantes.

## Geografía
El municipio de Obids se encuentra ubicado en las coordenadas 36°20′16.46″N 81°23′48.36″O / 36.3379056, -81.3967667.